# 大田錦城
大田 錦城（おおた きんじょう、明和2年（1765年） - 文政8年4月23日（1825年6月9日））は、江戸時代中・後期の儒学者。名は元貞、字は公幹、通称は才佐。他の号に老人・春草翁・柳橋釣叟・矢倉潜夫がある。姓は「太田」とも表記される。姓の「大田」と号の「多稼」は『詩経』の「大田章」に典拠があるという。

## 生涯

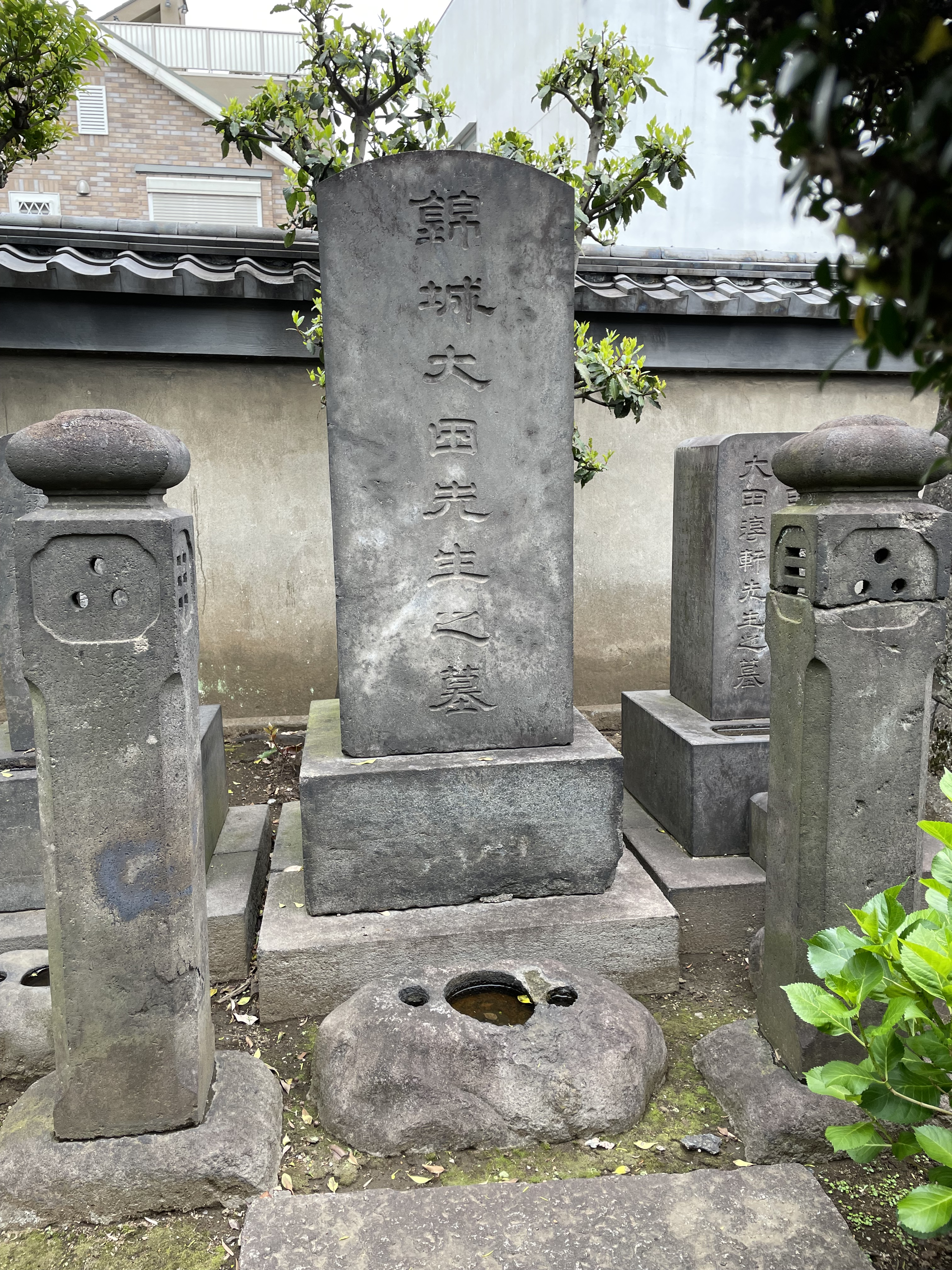
台東区の一乗寺にある大田錦城の墓

父は加賀大聖寺の医師・本草学者である大田玄覚、母は樫田氏。
幼いころは家兄・後の加賀藩儒・樫田北岸と父の素読を受け、10代の後半までには古方医を修めた。さらに学問を進めるために最初に京都で皆川淇園に師事するが意に満たず、天明4年（1784年）に山本北山の奚疑塾に入る。しかし北山の人柄と合わず絶交し、江戸で私塾を開き教授を始めた。幕府の医官である多紀桂山が錦城の才学を愛し援助したために、その評判は江戸に広まる。文化8年（1811年）ごろに三河吉田藩儒に仕官。文政5年（1822年）に故郷の金沢藩に招かれ、そこで没する。
その学風は清の考証学に従い、朱彝尊『経義考』・顧炎武『日知録』などに根拠をおき、精密である。しかし信夫恕軒によって、『九経談』は談話の体をなさず群注の抄録にすぎず、未刊に終わった『論語大疏』では上論半部を20巻もかけて注してまだ説を終えられずという有様、これでは帳簿を作っているのと同じで著述と称するに値しない、と酷評された。

## 著作
- 『九経談』(4冊、1804年)
- 『梧窓漫筆』(全6冊、前編1813年)
- 『学庸原解』
- 『仁説三書』
- 『疑問録』
- 『錦城百律』
- 『錦城詩稿』
- 『論語大疏』